# Санта Сколастика (Терамо)
Санта Сколастика (итал. Santa Scolastica) је насеље у Италији у округу Терамо, региону Абруцо.
Према процени из 2011. у насељу је живело 35 становника. Насеље се налази на надморској висини од 56 м.